# Cerma olivacea
Cerma olivacea är en fjärilsart som beskrevs av Smith 1891. Cerma olivacea ingår i släktet Cerma och familjen nattflyn. Inga underarter finns listade i Catalogue of Life.